# Велике підприємство
Великими підприємствами в Україні визнаються підприємства, у яких середня кількість працівників за звітний період (календарний рік) перевищує 250 осіб та річний дохід від будь-якої діяльності перевищує суму, еквівалентну 50 мільйонам євро, визначену за середньорічним курсом Національного банку України.